# Piekarty
Piekarty dawniej też Piekarty-Kożuszki – wieś w Polsce położona w województwie mazowieckim, w powiecie białobrzeskim, w gminie Promna. Przez miejscowość przepływa struga Borówka.
| SIMC    | Nazwa         | Rodzaj    |
| ------- | ------------- | --------- |
| 0633018 | Domaniewo     | część wsi |
| 0633024 | Nowe Piekarty | część wsi |

Wieś szlachecka Pikarty położona była w drugiej połowie XVI wieku w powiecie grójeckim ziemi czerskiej województwa mazowieckiego. W latach 1975–1998 miejscowość administracyjnie należała do województwa radomskiego.
Wieś jest sołectwem w gminie Promna. 

## Historia
W 1409 roku w Księdze Ziemi Czerskiej zapisano informacje o wsi Picarthi. Była to właśnie obecna wieś Piekarty. Podobnie jak Lekarcice ta wieś ma niemieckie korzenie. Informuje o tym nazwa wsi pochodząca od niemieckiego słowa Pikart (Pikard).
Kolejne wzmianki pochodzą z 1441 i 1469.
Z tej wsi pochodzi ród Pikarskich. Przodkiem rodu był Jan, sędzia ziemi czerskiej, który otrzymał od książąt mazowieckich miasto Latowicze oraz liczne wsie w tym Piekarty. Latowicze wróciły pod zarząd książęcy a Piekarty stały się siedzibą rodową następcy Jana jego syna Przecława, podstolego czerskiego. Jego z kolei synem był Tobiasz mający sześciu synów: Andrzeja, Jakuba, Jana, Jurgiana, Stanisława i Zacheusza.
W połowie XVI wieku dziedzicem wsi był Jan Pikarski a po nim dziedziczył jego brat Jurgian. Po Jurgianie dziedzicem był jego syn Stanisław dziedziczący wieś na przełomie XVI i XVII wieku.
W połowie XVII wieku Anna Pikarska wyszła za mąż za Stanisława Biejkowskiego wnosząc w posagu Piekarty. Po Biejkowskich w XVIII wieku wieś należała do różnych rodów ziemiańskich aż trafiło w ręce Domańskich.
Piekarty aż do pierwszej połowy XX wieku były folwarkiem szlacheckim zwanym Piekarty-Kożuszki. Uwłaszczenie z 1864 nie objęło tej wsi.
W 1921 Piekarty liczyły 4 domy i 112 mieszkańców. Osada należała do gminy Promna i parafii Goszczyn. Właścicielem ziemskim był Stanisław Domański. Folwark liczył 401 ha.
Do dzisiaj zachowało się zachodnie skrzydło dworu z XIX wieku. W budynku przez wiele lat mieściła się szkoła podstawowa dla okolicznych dzieci.